# Joana Maria Camps Bosch
Joana Maria Camps Bosch (Ciutadella, Menorca, 1965), és una advocada i política del Partit Popular de les Illes Balears. És llicenciada en dret per la Universitat de les Illes Balears i agent de la propietat immobiliària. Des del 1990 fins al 2011 exercí com a advocada en el seu despatx a Ciutadella.
Com a política entre el 1991 i el 1999 fou tinenta de batle d'Hisenda, Personal i Policia i tinenta de batle d'Hisenda a l'Ajuntament de Ciutadella. Posteriorment fou directora general de Treball i Salut Laboral del Govern de les Illes Balears durant dos anys de legislatura (2011-2013). El maig de 2013 fou nomenada Consellera d'Educació, Cultura i Universitats del Govern de les Illes Balears. Fou destituïda el 26 de setembre de 2014 com a conseqüència de la retirada pel Tribunal Superior de Justícia de les Illes Balears del decret del Tractament Integrat de Llengües. Aquesta plaça fou ocupada per l'en aquells moments consellera d'Administracions Públiques, Núria Riera Martos.